# Francisco José Antón
Francisco José Antón Lledó (Alicante, España, 2 de julio de 1967) es un exfutbolista español que se desempeñaba como defensa.

## Clubes
| Club                       | País   | Año       |
| -------------------------- | ------ | --------- |
| Hércules C. F.             | España | 1984-1985 |
| Real Madrid Castilla C. F. | España | 1987-1990 |
| C. D. Logroñés             | España | 1992-1995 |
| Hércules C. F.             | España | 1995-1998 |